# Аукема, Тьерд
Тьерд Аукема (нидерл. Tjeerd Aukema; 7 июля 1914, Амстердам — 16 февраля 1989, там же) — нидерландский футболист, игравший на позициях левого и правого полусреднего нападающего, выступал за амстердамский «Аякс».

## Спортивная карьера
В возрасте двадцати двух лет Тьерд Аукема дебютировал в составе футбольного клуба «Аякс», до этого он выступал за молодёжную команду. Первую игру в чемпионате Нидерландов провёл 21 февраля 1937 года в Гааге против местного клуба АДО, сыграв на позиции левого полусреднего нападающего — встреча завершилась победой его команды со счётом 0:1. В чемпионском сезоне Аукема лишь один раз появился на поле. В следующем сезоне впервые вышел в стартовом составе «Аякса» лишь во второй половине сезона — 1 января 1938 года принял участие в товарищеском матче с венгерским клубом «Будафок», а 9 января забил два гола «Спарте» в гостевом матче чемпионата, принеся победу своей команде со счётом 1:4. До конца сезона Тьерд был игроком основного состава, забив 7 голов в 8 матчах чемпионата. «Аякс» по итогам сезона занял второе место в своей западной группе и не смог выйти в финальную часть чемпионата Нидерландов.
В сезоне 1938/39 из-за прохождения военной службы Тьерд принял участие только в 5 играх чемпионата. В сентябре 1939 года он сыграл в Амерсфорте за военную сборную, которая в основном состояла из мобилизованных футболистов из Амстердама, включая его одноклубника Яна Герритсена. Встреча завершилась победой военных со счётом 4:1 — Аукема стал автором четвёртого забитого гола. В экстренном чемпионате, который начался во время Второй мировой войны, Тьерд сыграл в одном матче, а во время оккупации Нидерландов не принимал участие в официальных матчах «Аякса».
В июне 1946 года он возобновил карьеру в клубе. Первую игру после продолжительного перерыва провёл 9 июня против АДО — во втором тайме Аукема отдал голевой пас на Ринуса Михелса. В остававшейся части сезона сыграл всего 5 матчей и забил гол в ворота «Херенвена». 29 июня провёл свой последний матч за «Аякс» в гостях против «Харлема», который проходил в рамках чемпионского турнира.

## Личная жизнь
Тьерд родился в июле 1914 года в Амстердаме. Отец — Яуке Аукема, был родом из деревни Оффингавир, мать — Янтье Схилстра, родилась в городе Снек. Родители поженились в мае 1913 года в Снеке. В их семье было ещё двое детей: сын Анне и дочь Трейнтье Антье, которая умерла в возрасте трёх лет. Сестра его отца, Рихтье, была женой Долфа Десмита, который был клубным фотографом «Аякса» и редактором журнала «Ajax News».
Женился в возрасте двадцати семи лет — его супругой стала 25-летняя Марта Лимбюрг, уроженка Амстердама. Их брак был зарегистрирован 27 августа 1941 года в Амстердаме. В 1943 году во время оккупации Нидерландов выезжал на принудительные работы в Германию, работал в компании Fa. Fr. Koch в Хамборне.
В апреле 1951 года в семье Тьерда родился сын Менно, а в ноябре 1958 года дочь по имени Дженни.
Умер 16 февраля 1989 года в Амстердаме в возрасте 74 лет. Его супруга умерла в апреле 1993 года в возрасте 77 лет.

## Статистика по сезонам
| Клуб | Сезон   | Чемпионат Нидерландов | Чемпионат Нидерландов | Кубок Нидерландов | Кубок Нидерландов | Итого | Итого |
| Клуб | Сезон   | Игры                  | Голы                  | Игры              | Голы              | Игры  | Голы  |
| ---- | ------- | --------------------- | --------------------- | ----------------- | ----------------- | ----- | ----- |
| Аякс | 1936/37 | 1                     | 0                     |                   |                   | 1     | 0     |
| Аякс | 1937/38 | 8                     | 7                     | 2                 | 1                 | 10    | 8     |
| Аякс | 1938/39 | 5                     | 0                     |                   |                   | 5     | 0     |
| Аякс | 1939/40 | 1                     | 0                     |                   |                   | 1     | 0     |
| Аякс | 1945/46 | 5                     | 1                     |                   |                   | 5     | 1     |
| Аякс | Итого   | 20                    | 8                     | 2                 | 1                 | 22    | 9     |